# Métro de Shijiazhuang
Le métro de Shijiazhuang (en chinois : 石家庄地铁, également surnommé SJZ Metro) est un des systèmes de transport en commun desservant la ville de Shijiazhuang, capitale de la province du Hebei en République populaire de Chine.

## Réseau

### Ligne 1
La Ligne 1 a ouvert le 26 juin 2017 et avait une longueur de 23,9 kilomètres et comportait 20 stations.
Le 26 juin 2019, la seconde phase a été inaugurée, étendant la ligne de 10,4 km et de 6 nouvelles stations.
La longueur totale est de 24,3 kilomètres et est composé de 26 stations souterraines.

### Ligne 3
La Ligne 3 a ouvert le 26 juin 2017. La longueur totale est de 11,8 kilomètres et est composé de 10 stations souterraines.

## Projets
En 2019, différents projets prévoyaient une extension du réseau de 63,6 km :
- Extension de la Ligne 1 : la troisième phase prévoit 3,7 km et 2 stations ;
- Création de la Ligne 4 : le projet prévoit 24,4 km et 21 stations.
- Création de la Ligne 5 : la première phase prévoit 19,7 km et 18 stations.
- Création de la Ligne 6 : la première phase prévoit 15,7 km et 11 stations.